# Tony Maserati
Tony Masciarotte, conocido como Tony Maserati, es un productor e ingeniero de audio estadounidense que ha trabajado con muchos artistas populares. Entre ellos Lady Gaga, Beyoncé, Jason Mraz, James Brown, Mariah Carey, The Notorious B.I.G., Black Eyed Peas, Destiny's Chilg, R.Kelly, Jennifer Lopez, Ricky Martin, Puff Daddy y Tupac Shakur. Su trabajo ha tenido ventas por más de cien millones de unidades a nivel global. Ganó un Premio Grammy por su trabajo con Beyoncé con el sencillo número uno Crazy In Love y un Premio Grammy Latino por su trabajo con Sérgio Mendes en el álbum Timeless (2006).
Estudió producción e ingeniería de audio en el Berklee College of Music, de Boston, Massachusetts. Más tarde se mudó a Nueva York, justo cuando comenzaba a producir. Ahí fue entrenado por el técnico e ingeniero del legendario Sigma Sound Studios, y por el flujo constante de artistas famosos de R&B que reservaban las plazas en ese estudio.
De acuerdo a la revista Sound on Sound, a través de sus mezclas ayudó a definir el sonido del hip-hop y R&B en Nueva York. Sus mezclas tienen: "Un enorme final bajo y con un suavizado alto", y "Estando en lo más bajo, llega a lo más alto", de acuerdo con la revista Mix.
Maserati crea música analógica y digital, ha trabajado con empresas para probar, crear, distribuir y promover mejoras de alta calidad de audio en el mercado. Casi todas las grabaciones que ha realizado, se han mezclado con altavocesTannoy. En un convenio entre Maserati y Waves Audio Ltd., se crearon plug-ins digitales de las combinaciones favoritas  de equipo análogo de Maserati. Dichos plug-ins fueron los primeros de la línea Waves Signature Series - The Tony Maserati Collection. Maserati ha sido el portavoz de otras marcas inlcuyento Avid, Chandler Limited, SoundToys, RetroInstruments, Crane Song, Softube y Universal Audio.
La marca de Masserati es internacional; Regularmente es maestro y educador en Estados Unidos y en el extranjero.
En 2011, Maserati y Stefan Skarbek, fundaron Mirrorball Entertrainment, LLC. La compañía se consolidó un año después en California. Mirrorball Entertrainment es  una discografía, así como una empresa publicitaria y de producción.